# Leszek Marynowski
Leszek Marek Marynowski (ur. 22 marca 1967 w Gliwicach) – polski geolog, specjalista w zakresie geochemii organicznej i nieorganicznej, profesor nauk o Ziemi, profesor Uniwersytetu Śląskiego w Katowicach, od 2020 członek korespondent Polskiej Akademii Nauk.

## Życiorys
W 1993 ukończył studia z zakresu geologii na Uniwersytecie Śląskim w Katowicach. Doktoryzował się w 1998 na macierzystej uczelni w oparciu o pracę pt. Stopień przeobrażenia termicznego materii organicznej ze skał dewonu Gór Świętokrzyskich. Analiza biomarkerów metodą GC-MS. Stopień naukowy doktora habilitowanego uzyskał w 2009 na podstawie cyklu publikacji Zastosowanie biomarkerów, biomolekuł i innych związków organicznych do rekonstrukcji warunków sedymentacji materii organicznej oraz jej genezy. Przykłady z dewonu, triasu i jury środkowej obszaru Polski południowej i centralnej. Tytuł profesora nauk o Ziemi otrzymał 29 stycznia 2018. Specjalizuje się w geochemii organicznej i nieorganicznej.
Zawodowo związany z Uniwersytetem Śląskim w Katowicach, na którym doszedł do stanowiska profesora. W latach 2016–2019 był dziekanem Wydziału Nauk o Ziemi. W 2019, po reorganizacji uczelni, został dziekanem Wydziału Nauk Przyrodniczych. W 2020 utrzymał stanowisko na kadencję 2020–2024.
W latach 2013–2016 był prezesem Polskiego Towarzystwa Mineralogicznego. Został także członkiem rady naukowej Instytutu Nauk Geologicznych PAN, członkiem Rady Geologicznej przy ministrze środowiska oraz członkiem Komitetu Nauk Mineralogicznych PAN (sekretarz, zastępca przewodniczącego). W grudniu 2019 został wybrany na członka korespondenta Polskiej Akademii Nauk (Wydział III Nauk Ścisłych i Nauk o Ziemi) z kadencją od 1 stycznia 2020.
Autor ponad 90 prac. Za cykl publikacji, stanowiący podstawę habilitacji i składający się z dziesięciu artykułów opublikowanych w czasopismach z listy filadelfijskiej, otrzymał w 2010 Nagrodę im. Ignacego Domeyki, przyznaną przez Wydział Nauk o Ziemi i Nauk Górniczych Polskiej Akademii Nauk.
Odznaczony Srebrnym Krzyżem Zasługi (2015) i Medalem Komisji Edukacji Narodowej.